# Boeing 767

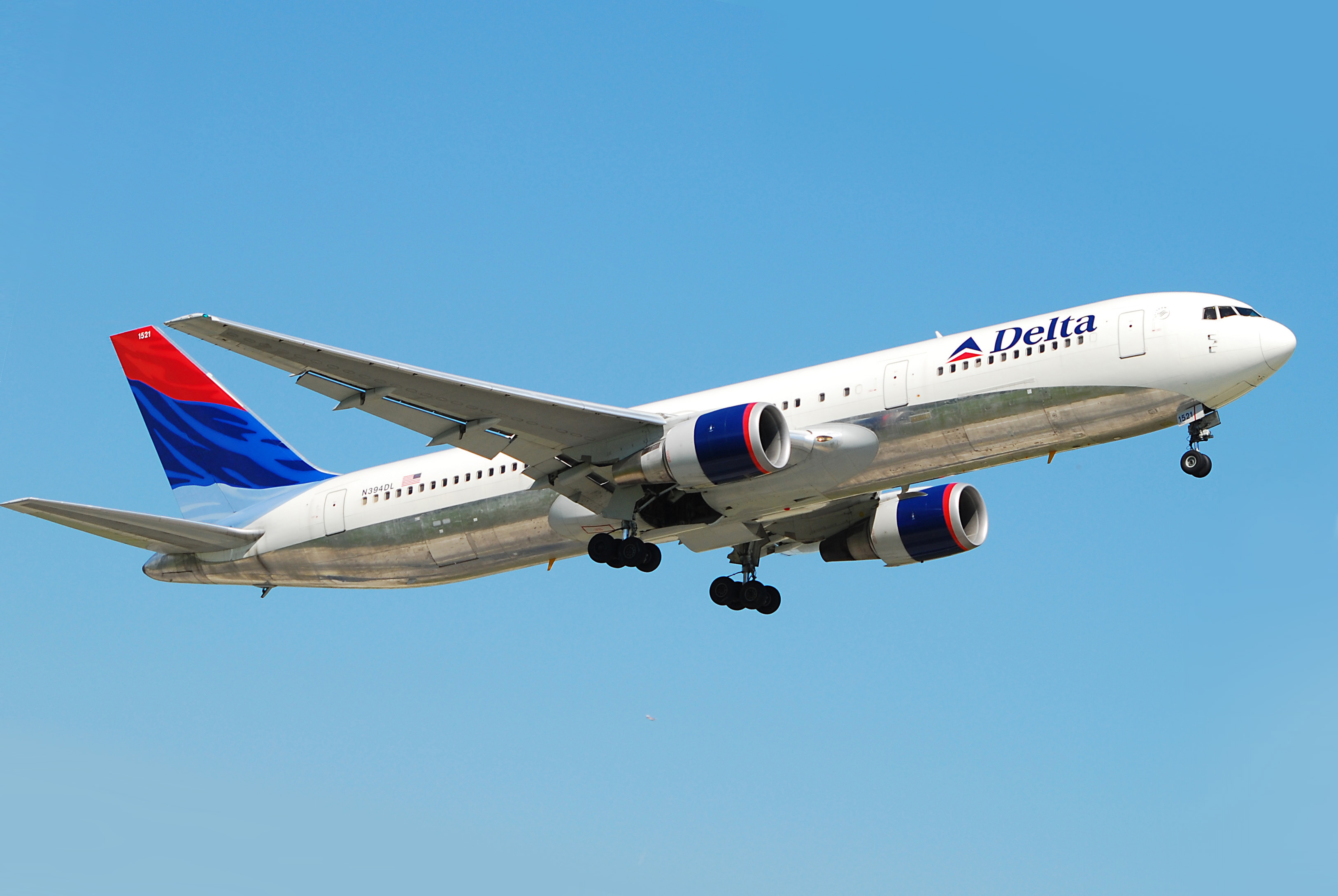
A Delta Air Lines Boeing 767-300ER típusú gépe, amely Ferihegyen is igen gyakori vendégnek számított

A Boeing 767 szélestörzsű, kéthajtóműves utasszállító repülőgép, a Boeing vállalat terméke. A 767-es típustól és az ülőhelyek elrendezésétől függően legkevesebb 181, legtöbb 375 utast szállíthat 9400 és 12 200 km közötti távolságokra. A légitársaságok három különböző változatban vásárolhatják meg. Az első, a 767–200-as amely 1982-ben állt szolgálatba, ezt követte a 767–300-as 1986-ban és a 767–400-as 2000-ben. A 767–200ER-t és a 767–300ER-t nagyobb teherbírással és megnövelt hatótávolsággal dobták piacra. A 767–300F-t, a gépcsalád teherszállító tagját, 1995-ben rendszeresítették.
2024. júniussal a 767-esre 74 vállalattól 1407 megrendelés érkezett, ebből 1308-at szállítottak le; a még kiszállítandó 767-esek mindegyike a teherszállító vagy légi utántöltő alváltozat.
Utóda, a Boeing 787 Dreamliner 2011-ben állt szolgálatba.

## Története
A legnagyobb amerikai repülőgépgyár, a Boeing 1978-ban jelentette be egy teljesen új repülőgépcsalád kifejlesztését, amelyhez felhasználták a technika fejlődésében elért legújabb eredményeket. A család egyidejűleg tervezett és épített két első típusából a szélesebb törzsű, nagyobb befogadóképességű 767-es készült el először (a másik a 757-es volt). Az Airbus A310 vetélytársának szánták, ezért a két rivális repülőgép meglehetősen hasonlít is egymásra. A nyilazott szárnyak alatt helyezkedik el a két nagy átmérőjű és csendes, kis fogyasztású gázturbinás sugárhajtómű. A vezérsíkok elrendezése hagyományos. Az utasok gyors ki- és beszállására a törzs mindkét oldalán találhatók ajtók, amelyeknek különösen azokon a repülőtereken veszik hasznát, ahol az épülettel szemben parkoló repülőgép orr-részét mindkét oldalon elérik az utasfolyosók. A két új repülőgéptípus gyártásának elkezdése a bevált régebbi típusok folytatása mellett túl nagy feladat lett volna a Boeing számára. Ezért versenytársainak módszerét átvéve, a részegységek gyártására bedolgozók széles körét alkalmazta. Az amerikai üzemeken kívül szerepet kaptak japán, kanadai és olasz cégek is. Első típusváltozata a 767–200, amit 1982-ben kapott meg az első megrendelő, az United Airlines. 1984-ben jelent meg a 767–200ER, amelyet először az El Al kapott meg. 1986-ban január 14-én repült először a 767–300 Japan Airlines színeiben. Egy évvel később, 1987-ben kezdték el gyártani a 767–300ER típust, első megrendelője az American Airlines volt. Ennek teherszállító változata a 767–300F. 1997-ben rendelte meg a Delta Airlines és a Continental a 767–400ER változatot a kiöregedett Lockheed L–1011 TriStar és a Douglas DC–10-es gépek felváltására. 16 db-ot a Continental, 21-et a Delta Airlines vásárolt, a gépeket 2006 szeptemberében adták át.

## Típusok

### 767-200

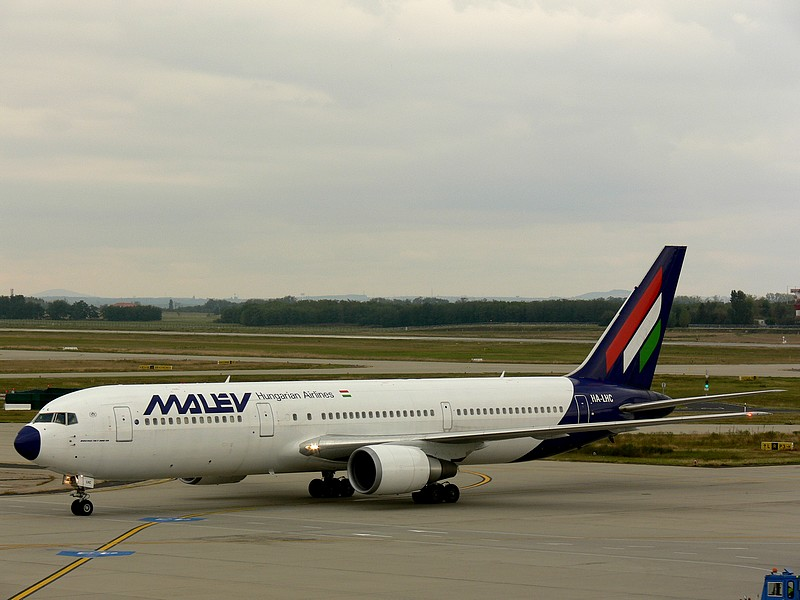
A Malév HA-LHC lajstromjelű Boeing 767–300ER típusú repülőgépe, amely 2009. július óta már az Air Seychelles légitársaságnál teljesít szolgálatot S7-FCS lajstromjellel

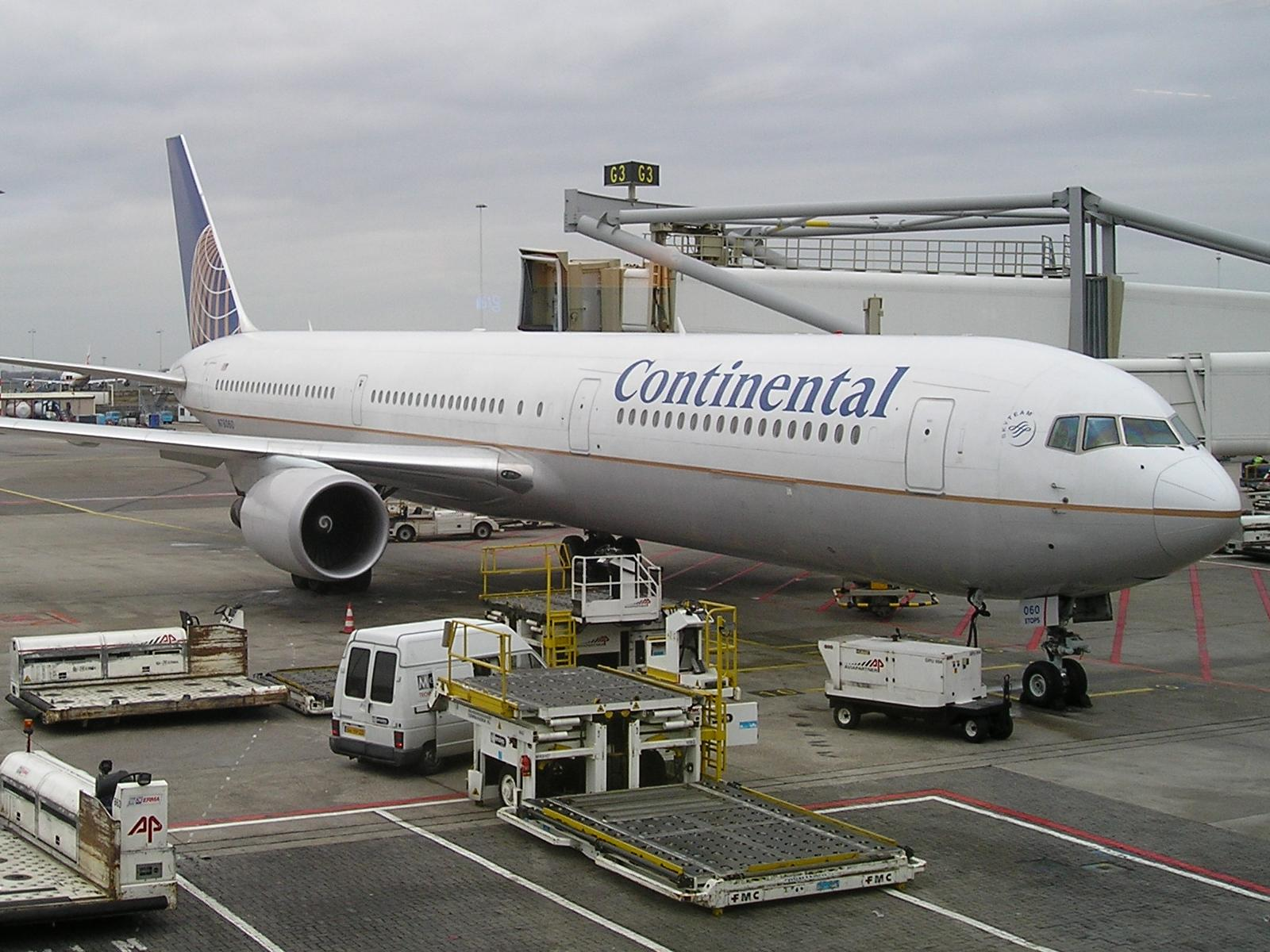
A Continental Airlines Boeing 767–400ER típusú repülőgépe az Amszterdam-Schiphol repülőtéren

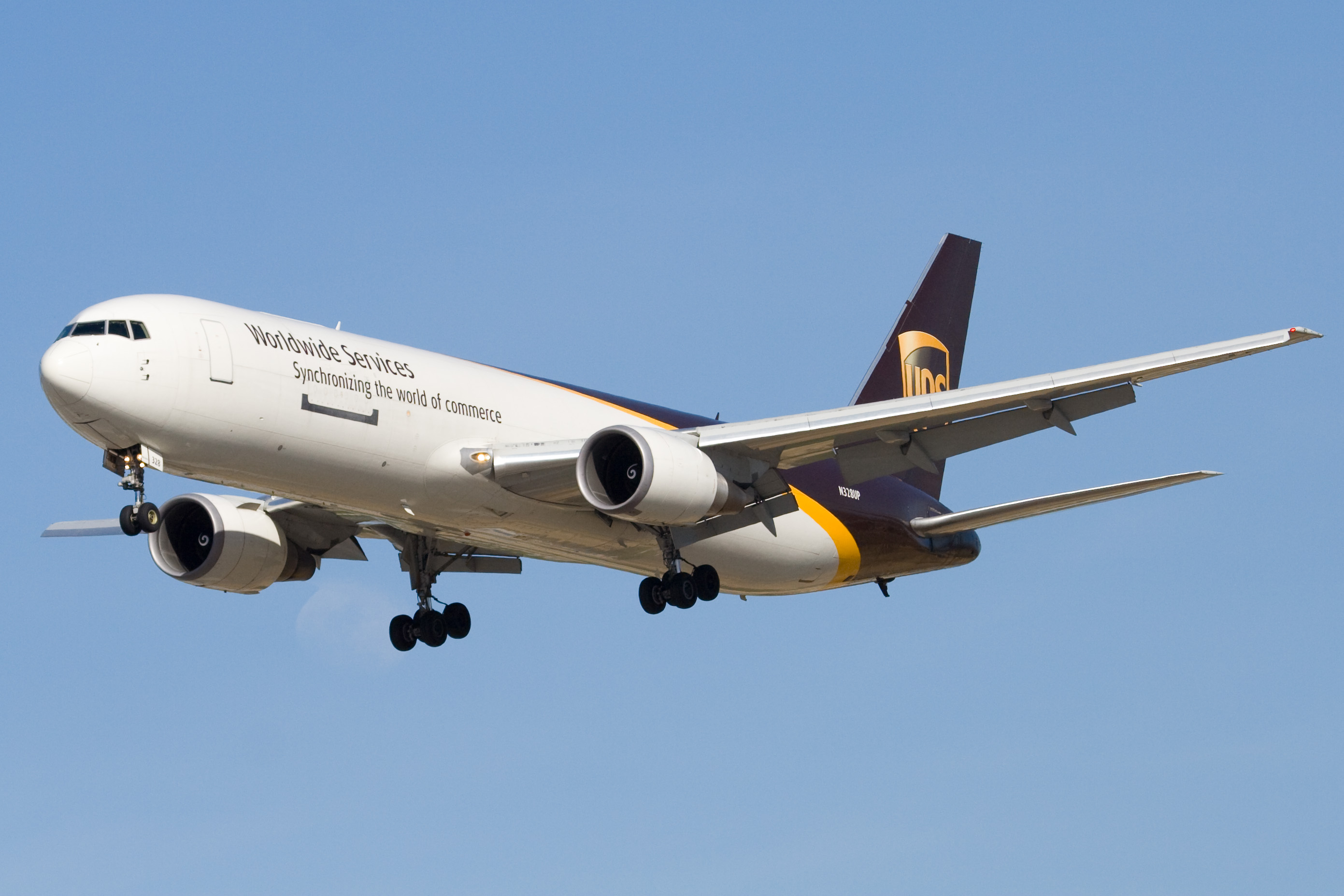
A United Parcel Service Boeing 767–300F típusú teherszállító gépe, amely a Budapest Liszt Ferenc nemzetközi repülőtéren is gyakori vendég

A 767-es első modelljét 1978-ban indították útjára. Első üzemeltetője a United Airlines volt 1982-ben. A –200-ast főként interkontinentális és transzkontinentális járatokon használják, mint például a New York-Los Angeles útvonalon. Legjellemzőbb elrendezésében 181 utast tud szállítani 3, vagy 224 utast 2 osztályon. Minden 767-200-as modell legnagyobb szállítási kapacitása 255 fő, a kijáratok elhelyezkedése miatt.
Az alapváltozat, a –200-as modell gyártása 1994-ben befejeződött.

### 767–200ER
A 767–200ER típusmegjelölésben az ER (extended-range), vagyis megnövelt hatótávolságú változatot jelöl. A megnövelt hatótávolságú Boeing 767–200ER bemutatására 1984-ben került sor. Utaskabinja 181–224 fő befogadására alkalmas. Hatótávolsága 12 325 km. A típus először 1984-ben emelkedett levegőbe és 1984-ben az El Al állította szolgálatba elsőként a légitársaságok között.

### 767–300ER
A Boeing 767-300ER változat törzse 6,43 méterrel hosszabb, mint a 200ER típusé. Utaskabinjában az üzemeltető légitársaság igényeinek megfelelően 218-269 fő elhelyezésére van lehetőség a megnövelt hosszúságú törzsnek köszönhetően. Hatótávolsága 11 389 km-es. Az első levegőbe emelkedése a típus-változatnak 1986-ban volt és az első üzembe állítója 1988-ban az American Airlines volt.
A 300ER változathoz utólagosan is rendelhetők a szárnyak végére szerelt ún. wingletek, amelyek 3,4 méter magasra nyúlnak fel és körülbelül 6,5%-os üzemanyagmegtakarítást tesznek lehetővé az üzemeltetés során. Ilyen szárnyvégekkel rendelkeznek például a Delta Air Lines, az American Airlines, valamint az Austrian Airlines flottájában található egyes Boeing 767-esek.
A Boeing 767-300ER napjainkban is rendkívül kedvelt típus a légitársaságok körében. A Malév első nyugati gyártású szélestörzsű repülőgépe is egy bérbe vett Boeing 767-300ER típus volt.

### 767–400ER
A Boeing repülőgépgyár 767-es típuscsaládjának legutóbbi fejlesztése. A legfiatalabb Boeing 767-es a –400ER változat, amely méretét, illetve kategória besorolását tekintve a Boeing 767–300ER és a Boeing 777–200 közötti típus. A –300ER változathoz képest 6,43 méterrel hosszabb törzs, aerodinamikai fejlesztések sora, úgy mint a rendelhető szárnyvégek (winglet), vagy a korábbi típusokhoz képest átdolgozott, nyilazott szárnyforma, amely megnövelt felszállósúlyt és gazdaságosabb üzemelést tett lehetővé, valamint teljesen új főfutó-rendszer jellemzi a legmodernebb 767-es típust, de a fejlesztések sorának részét képezik az átdolgozott és modernizált pilótafülke is, amely már a Boeing 777-es és Boeing 737 Next Generation modellekéhez hasonló, valamint a modernizált utaskabin, amelynek egyik leglátványosabb eleme a nagyobb méretű, a Boeing 777-eséhez hasonló utaskabin-ablakok is.
A Boeing 767–400ER piaci vetélytársának az Airbus A330–200-as típust lehet tekinteni. A Boeing gyár a 2000-es évek elején felvetette egy tovább növelt hatótávolságú –400ER változat fejlesztését, amelynek a –400ERXs típusnevet adták és, amelyre vevő is jelentkezett a Kenya Airways személyében, de a gyár végül 2001-ben leállította a programot. A Boeing 767–400ER jövőbeni alternatíváját a gyár az avionika-technikai értelemben is vadonatúj fejlesztésnek számító Boeing 787–10-es változatában jelölte meg.

## Műszaki adatok
| Típus            | Szárny fesztávolság | Törzshossz | Magasság | Utaskabin szélesség | Utazósebesség | Hatótávolság | Maximális felszállósúly | Üzemanyag kapacitás | Utasférőhely (2 osztályos elrendezés) |
| ---------------- | ------------------- | ---------- | -------- | ------------------- | ------------- | ------------ | ----------------------- | ------------------- | ------------------------------------- |
| Boeing 767–200ER | 47,6 m              | 48,5 m     | 15,8 m   | 4,7 m               | 851 km/h      | 12 200 km    | 179 170 kg              | 90 770 l            | 224 fő                                |
| Boeing 767–300ER | 47,6 m              | 54,9 m     | 15,8 m   | 4,7 m               | 851 km/h      | 11 065 km    | 186 880 kg              | 90 770 l            | 269 fő                                |
| Boeing 767–400ER | 51,9 m              | 61,3 m     | 16,8 m   | 4,7 m               | 851 km/h      | 10 415 km    | 204 110 kg              | 90 770 l            | 304 fő                                |
| Boeing 767–300F  | 47,5m               | 55 m       | 16 m     | 4,7 m               | 850 km/h      | 6025 km      | 186 880 kg              | 90 770 l            | 53 660 kg áru                         |

Forrás:

## Boeing 767 mérföldkövek
- 1978. február – a Boeing vezérigazgatósága hivatalosan is jóváhagyja a 767-es programot
- 1978. június – az amerikai United Airlines 30 repülőgépre ír alá megrendelést
- 1979. június 6. – a Boeing gyár megkezdi a 767–200-as prototípus építését
- 1981. szeptember 26. – az N767BA lajstromjelű prototípus a levegőbe emelkedik
- 1982. A Boeing gyár 767-es típusú szélestörzsű utasszállító repülőgépe megkapja az alkalmassági bizonyítványát
- 1982. augusztus – A United Airlines, mint a típus első megrendelője átveszi az első Boeing 767-es repülőgépét
- 1982. október – a Delta Airlines átveszi az első Boeing 767–200-as gépét
- 1982 novemberében – az American Airlines is átveszi első 767-es típusú gépét
- 1984. Elkészül a 767–200-as típus továbbfejlesztett változata a 767–200ER (Extended Range, avagy megnövelt hatótávolság) rendkívül közkedvelt lett a légitársaságok körében
- 1986. Elkészül az első, a 200-as típusnál hosszabb törzsű, de azonos szárnyméretű 767–300-as típus
- 1991. május 26. A Lauda Air 767–3Z9 típusú, OE-LAV lajstromjelű gépe a sugárfordító hibájából Hongkongban lezuhant, az első katasztrófában elvesztett 767-esként[3]
- 1999. augusztus 26. – Az első Boeing 767–400ER típus elkészülésének napja
- 1999. október 9. – A 767–400ER berepülési programjának kezdete

2011. február 2. Az ANA (All Nippon Airways) átvette az ezredikként legyártott Boeing 767–300ER-t
és ezzel párhuzamosan már új hangárrészben gyártják a típust.
| Típus            | Első megrendlés | Bemutatás   | Első repülés | Repülési tanusítvány | Első átadás | Szolgálatba lépés | Első forgalomba állító cég | Utolsó új gép átadás |
| ---------------- | --------------- | ----------- | ------------ | -------------------- | ----------- | ----------------- | -------------------------- | -------------------- |
| Boeing 767-200   | 1978.07.14.     | 1981.08.04. | 1981.09.26.  | 1982.07.30.          | 1982.08.19. | 1982.09.08        | United Airlines            | 1994.02.24.          |
| Boeing 767-200ER | 1982.12.16.     | 1984.02.14. | 1984.03.06.  | 1984.március         | 1984.03.26. | 1984.03.27.       | El Al                      |                      |
| Boeing 767-300   | 1983.09.29.     | 1986.01.14. | 1986.01.30.  | 1986.09.22.          | 1986.09.25. | 1986.10.20.       | Japan Airlines             |                      |
| Boeing 767-300ER | 1984.07.21.     | 1986.11.03. | 1986.12.09.  | 1988.01.20.          | 1988.02.19. | 1988.03.03.       | American Airlines          |                      |
| Boeing 767-400ER | 1997.03.20.     | 1999.08.26. | 1999.10.09.  | 2000.07.20.          | 2000.08.29. | 2000.09.14.       | Continental Airlines       |                      |
| Boeing 767-300F  | 1993.01.15.     | 1995.05.08. | 1995.06.20.  | 1995.10.12.          | 1995.10.12. | 1995.10.16.       | United Parcel Service      |                      |

## Boeing 767 elsőségek

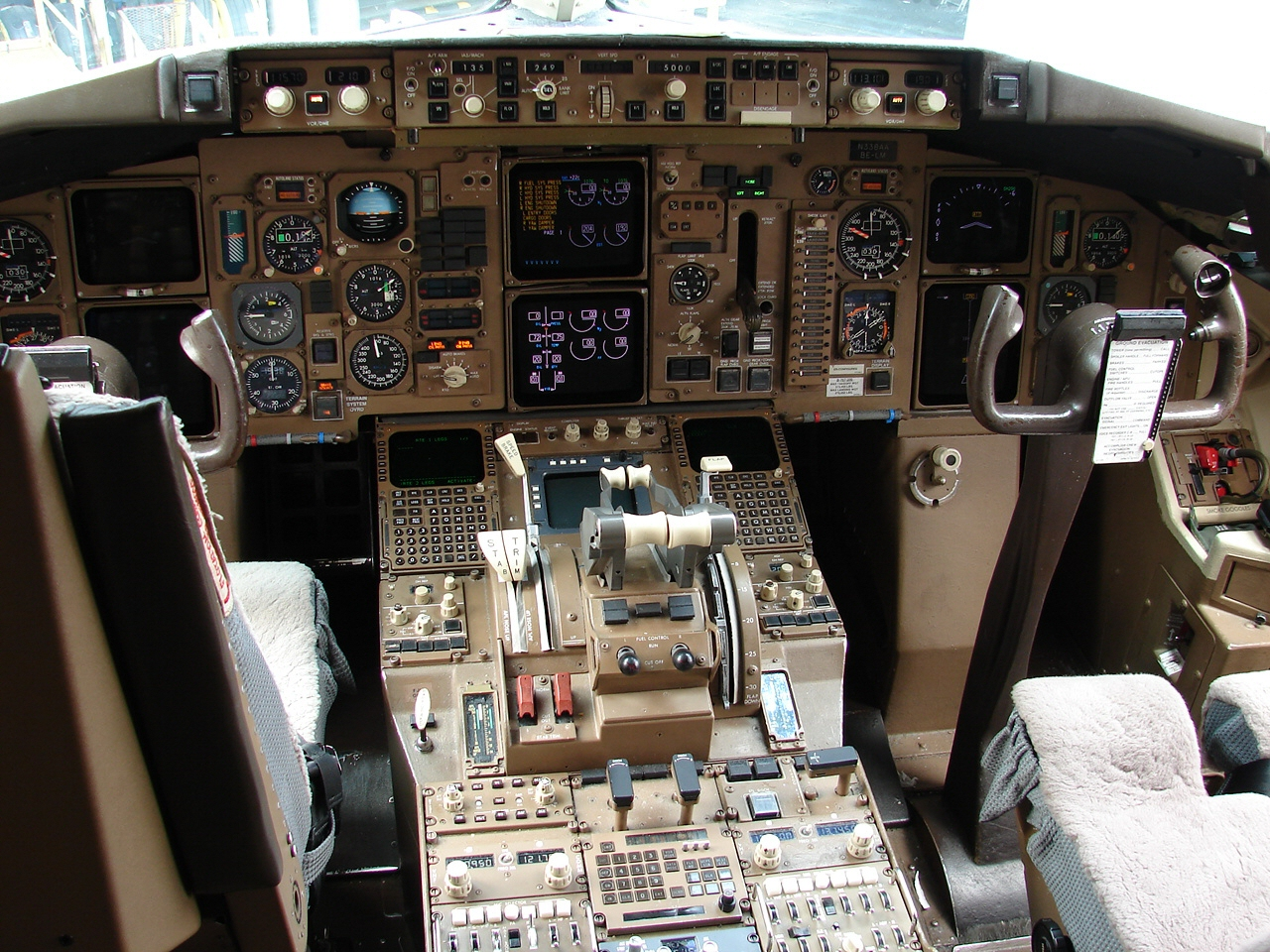
Egy Boeing 767–200-as pilótafülkéje.

- Az első szélestörzsű utasszállító repülőgép, amely kétfős hajózószemélyzettel repül.
- Az első és mindmáig egyetlen típus, amelynek pilótafülkéje azonos egy másik típuséval, a Boeing 757-esével.
- Az első típus, amelynél karbonszálas fékrendszert alkalmaztak.
- Az első hosszú távú járatokat is teljesíteni képes, szélestörzsű repülőgép, amely mindkét (120 és 180 perces) ETOPS-normának megfelelt.
- Az első szélestörzsű típus, amely háromféle utasszállító kapacitással rendelkezik, háromféle típus-változat formájában: B767–200ER, B767–300ER, B767–400ER.
- Az első nagy utasszállító, amelyen a teljesítménynövelő hatású hajlított szárnyvég-technológiát alkalmazták.

## Tények, érdekességek
- A típus először 1982. szeptember 8-án lépett szolgálatba és azóta[mikor?] már több, mint 7,7 millió járatot teljesített és utasok millióit szállította világszerte.
- A 767-es a legkedveltebb és leggyakrabban használt típus az atlanti útvonalon. A Malév is sokáig a Boeing 767-es típussal teljesítette a Budapest-New-York, illetve Budapest-Toronto oda-vissza útvonalat.
- A Boeing 757-esek és 767-esek koncepciója és tervezése párhuzamosan futott a hetvenes évek közepétől.
- A Boeing 767-est eredetileg a TriStarhoz és a DC-10-hez hasonlóan három hajtóművel tervezték.
- A B–2 Spirit amerikai lopakodó bombázó futóműve a Boeing 767-es típusénak az átdolgozott változata.
- A Boeing 767-es képes akár 13 000 méteres magasságba is emelkedni.
- A 767–300ER és 767–400ER típusváltozatok mintegy 90 000 liter üzemanyag befogadására képesek, amely elegendő lenne 1200db kisteherautó feltankolására is.
- A repülőgép üzemanyagtankjának feltöltésére mindössze 28 percre van szükség.
- A 767–200ER-ben mintegy 145 km, míg a 767–300ER-ben 188 km és a 767–400ER-ben pedig már 201 km hosszú elektronikai kábelvezeték húzódik meg összesen.

## Boeing 767-es típus a magyar polgári repülésben

### A kezdetek
Az 1980-as évek vége felé vetődött fel a Malév vezetése részéről, hogy hosszútávú, tengerentúli járatokkal kellene bővíteni a vállalat útvonalhálózatát. A vállalat 1946-os megalapítása óta nem rendelkezett olyan repülőgéptípusokkal a flottájában, amelyek rendszeresen képesek lettek volna ellátni az interkontinentális repüléseket, ezért az akkori cégvezetés eleinte egy másik, a hosszú távú repülésben nagyobb múltra visszatekintő légitársasággal kezdeményezett közös járatüzemeltetést, így került sor 1989. április 6-án a Malév és a Pan Am közötti szerződés aláírására, melynek keretében május 18-án elindult az első járat New Yorkból Budapestre. (Az útvonalat Airbus A310–300 típusú repülőgép repülte, amelyen 50 bérelt helye volt a Malévnek).
A vállalat részéről azonban egyre egyértelműbbé vált az igény saját üzemeltetésű tengerentúli járatok biztosítására, így az 1990-es évek elején megkezdődtek a tárgyalások a célra legmegfelelőbb géptípus kiválasztásáról. Mindeközben 1991-ben a vállalat egy évre egy Il–62-est bérelt személyzettel együtt a CSA csehszlovák légitársaságtól, hogy hosszú távú charter-járatokat tudjon teljesíteni Japánba. (Ez a gép már magyar lajstromjelet – HA-LIA – is kapott, valamint Malév színekre festették). A vezetőség kitartva az elhatározott szándék mellett sorozatos tárgyalásokat folytatott a két legnagyobb repülőgépgyárral, az Airbusszal, valamint a Boeinggel szélestörzsű, hosszú távú járatokat teljesíteni képes géptípusok beszerzéséről. Döntően két típus jöhetett szóba: az A310-es, valamint a Boeing 767-es. Az 1990-es évek eleji politikai légkörben sokan inkább az európai gyártású típust preferálták és sokáig úgy is látszott, hogy a többi kelet-európai nemzeti légitársasághoz hasonlóan a Malév is az A310-es mellett dönt. Végül 1991-ben megszületett a döntés, amely szerint az A310-esek helyett az amerikai ajánlatot, vagyis a Boeing 767-es típust részesítik előnyben.
A Malév két megnövelt hatótávolságú 200-as sorozatú gépre jelentett be vásárlási szándékot és egy harmadikra pedig opciót, azonban ettől később elállt a vállalat. A vásárlási szerződés aláírására 1991. április 18-án, Budapesten került sor. A Malév először a Pratt & Whitney céggel írt alá szándéknyilatkozatot hajtómű szállítására, de végül itt is módosításra került sor és a Malév két Boeing 767–200ER típusú gépébe a General Electric gyártotta CF6-80C2B4F hajtóművek kerültek, amelyből 4+1-et rendelt a vállalat. Külön repüléstörténeti érdekesség, hogy a Malév Boeing 767-eseiben került első ízben házasításra ez a hajtómű ezzel a géptípussal. Érdekesség, hogy mégsem a megrendelt saját 767–200-as gépeink álltak először forgalomba, hanem egy 6,43 méterrel hosszabb törzsű 300ER változat. A 25 864-es gyári számú, 426-os sorozatszámú Boeing 767–375ER gépet az ír GPA lízing-cég rendelte a kanadai Canadian Airlines számára, azonban a légitársaság már nem vette át a C–GXCA lajstromjelű repülőgépet. A tulajdonos GPA lízingcég ezután új bérlőt talált a kínai China Southern Airlines személyében. A kínai légitársaság azonban nem tudta azonnal, csak öt hónappal később átvenni a gépet, amit addig felajánlottak a Malévnek egy nagyon kedvező konstrukció keretében, így a gyárban Malév-színekre festették a Boeingot, amely a HA–LHC lajstromjelet kapta. 1992. április 26-án 10 óra 42 perces nonstop repülés után érkezett meg Seattle-ből Ferihegyre. A géppel elsősorban japán és amerikai chartereket repültek. Az öt hónapos szerződés letelte után a már említett China Southern légitársaság átvette az immár B–2562-es lajstromjelű gépet. Innen 1997 januárjában jelenlegi üzemeltetőjéhez, a chilei LAN légitársasághoz került, ahol a CC–CRH lajstromjel alatt a mai napig is repül. Ez volt a Malév flottájában tehát az első nyugati szélestörzsű gép.
Az első B767–200ER 1993. május 10-én érkezett Ferihegyre, és a HA-LHA lajstromjelet kapta. A második gép, amely mindössze egy héttel később, május 17-én érkezett meg Budapestre, pedig a HA-LHB lajstromjelet viselte. A géptípusra való igényt mi sem jelezte jobban, mint hogy már 1993 nyarán forgalomba is álltak, azzal jelentősen növelve a Malév útvonalhálózatát, illetve a Budapestről közvetlenül elérhető távoli desztinációkat. Így nyíltak meg a Budapest, – New York, Toronto, Bangkok, Las Palmas közötti járatok, sőt még Kenyába és Japánba tartó charterek üzemeltetése is lehetővé vált.

### HA-LHA
Pontos típusjele: Boeing 767–27G/ER. 1993. április 30-án érkezett a Malévhez. A magyar légitársaság színeiben több, mint 14 évig, egészen 2007 októberéig repült. Ezután, 2007. december 23-án a brazil illetőségű Varighoz került. Itt mindössze 2008. szeptemberéig volt szolgálatban, ekkor ugyanis ideiglenesen leállították. 2008. május 8-án a Varig ismét üzembe állította, a légitársaság egyetlen 767-200-as gépeként. 2011. november 25-én leállították, majd 2015. március 25-én elbontották az Egyesült Államokban, az új-mexikói Roswellben.

### HA-LHB

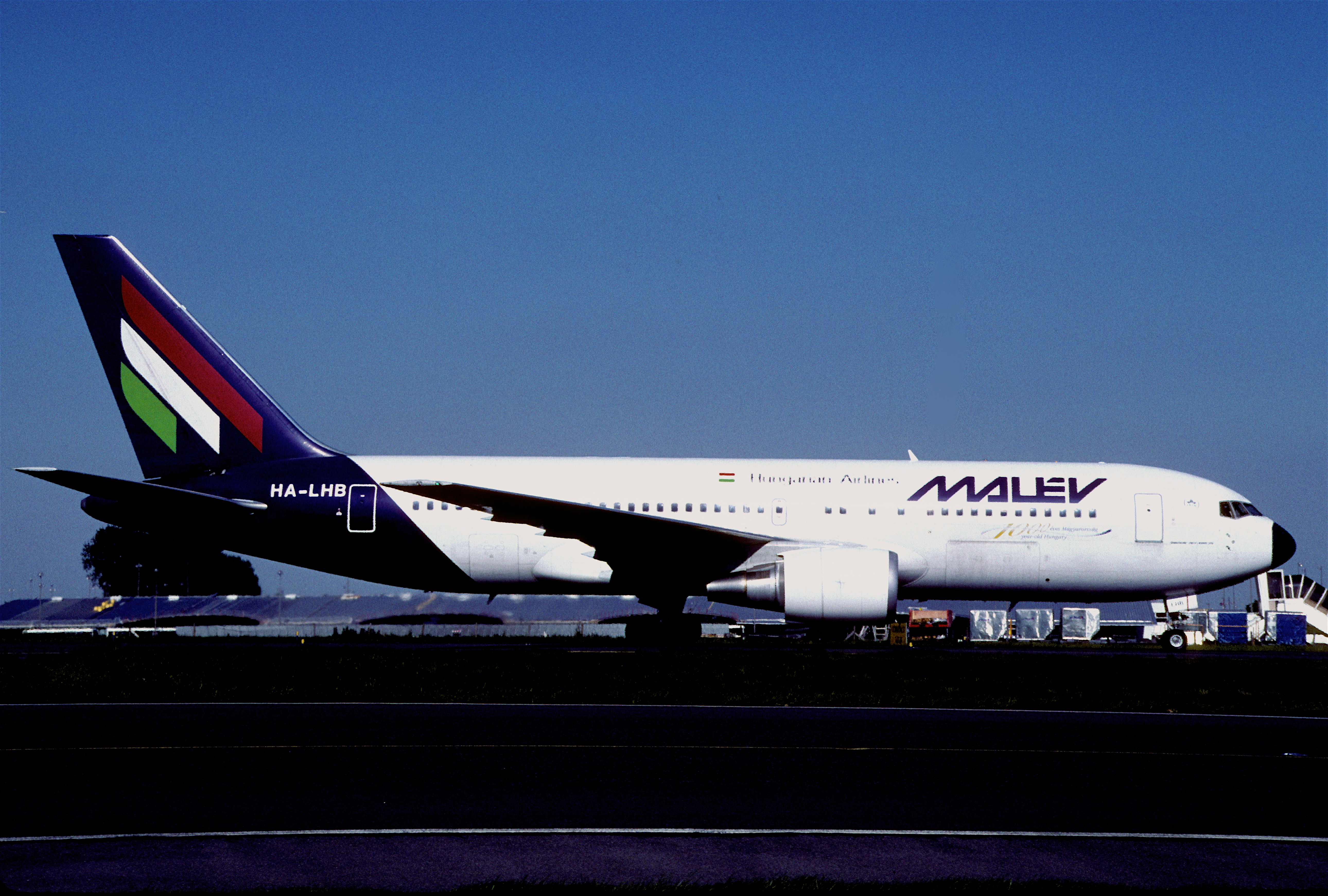
A Malév HA-LHB lajstromjelű 767-ese 2001. májusban a zürichi repülőtéren.

Pontos típusjele: Boeing 767–27G/ER. 1993. május 17-én érkezett a Malévhez. 2007-ben az OmanAir, amíg az új Airbus A330 típusú gépei érkezésére várt, magyar személyzettel együtt bérbe vette. Főként ázsiai chartereket repültek a géppel. A repülőt 2008 május 11-én az ománi légitársaság, a bérleti szerződés lejártával visszaadta. Ezután visszafestették a Malév színeire, majd egészen 2009. januárjáig volt szolgálatban. Tulajdonjogi viták miatt egészen 2013 októberéig Ferihegyen tárolták az Aeroplex Central Hungary műszaki előterén, majd még októberben az ACE hangárában szétszerelték, csak az üres sárkányszerkezet, a futóművek, a szárnyak és a vízszintes vezérsíkok maradtak meg. November 8-án az irányítótorony mögötti füves területre vontatták, a jövőben katasztrófavédelmi gyakorlatokra használják.

### HA-LHC
HA-LHC lajstromú Boeing 767–300ER (cn 28884/738) is, amely 2007. március 28-án, MAH5661 járatszámmal érkezett meg Amszterdamból Ferihegyre. Első menetrend szerinti járatát 2007. április 14-én teljesítette a repülőgép, amely 1999. február 25-től a KLM Royal Dutch Airlines flottájában teljesített korábban szolgálatot. A 229 utas befogadására képes repülőgép – a Malév hosszú távú járatainak leállítása következtében 2008 novemberében tárolásra került a ferihegyi repülőtéren. Az első jelentkező a jó állapotban lévő repülőgépre az S7 Airlines volt, amelynek színeire át is festették a repülőgépet. Az orosz légitársaság azonban pénzügyi nehézségek okán nem tudta átvenni a repülőgépet, amely 2009. július 24-e óta az Air Seychelles flottájában teljesít szolgálatot.

### HA-LHD
HA-LHD lajstromot viselte 2000. augusztus 8-a és 2002. január 16-a között. A 24484/260 gyári számú repülőgép korábban a lengyel nemzeti légitársaság, a LOT flottájában teljesített szolgálatot SP-LPD lajstromozással. A géppel sok műszaki jellegű probléma volt, így a Malév visszaadta a lengyel légitársaságnak. 2003-ban a kaliforniai Mojave sivatagban került tárolásra, majd 2004 májusától a Kenya Airwaysnél teljesített szolgálatot 5Y-KQR lajstrommal. 2015. júliusa óta a gép nem repül, az Egyesült Államokbeli Kansas Cityben tárolja új tulajdonosa, N244KR lajstrommal.

## További információk

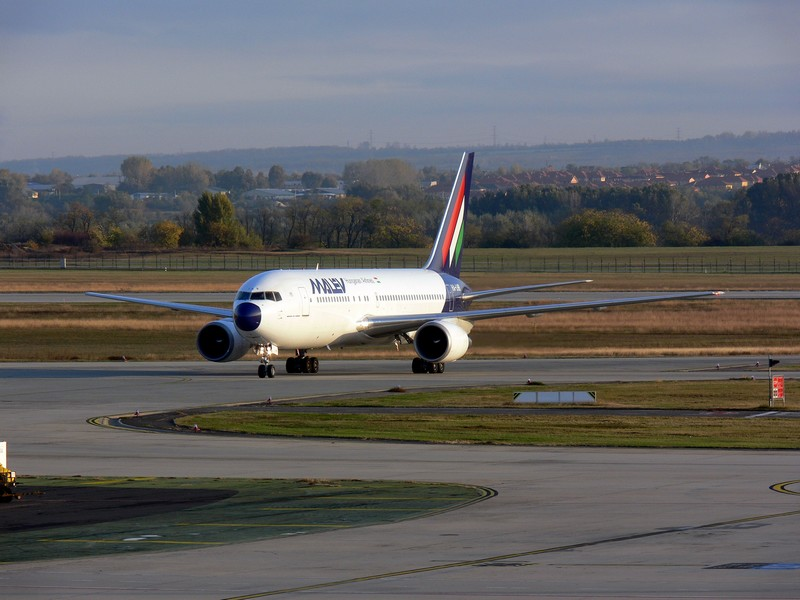
Boeing 767-200ER
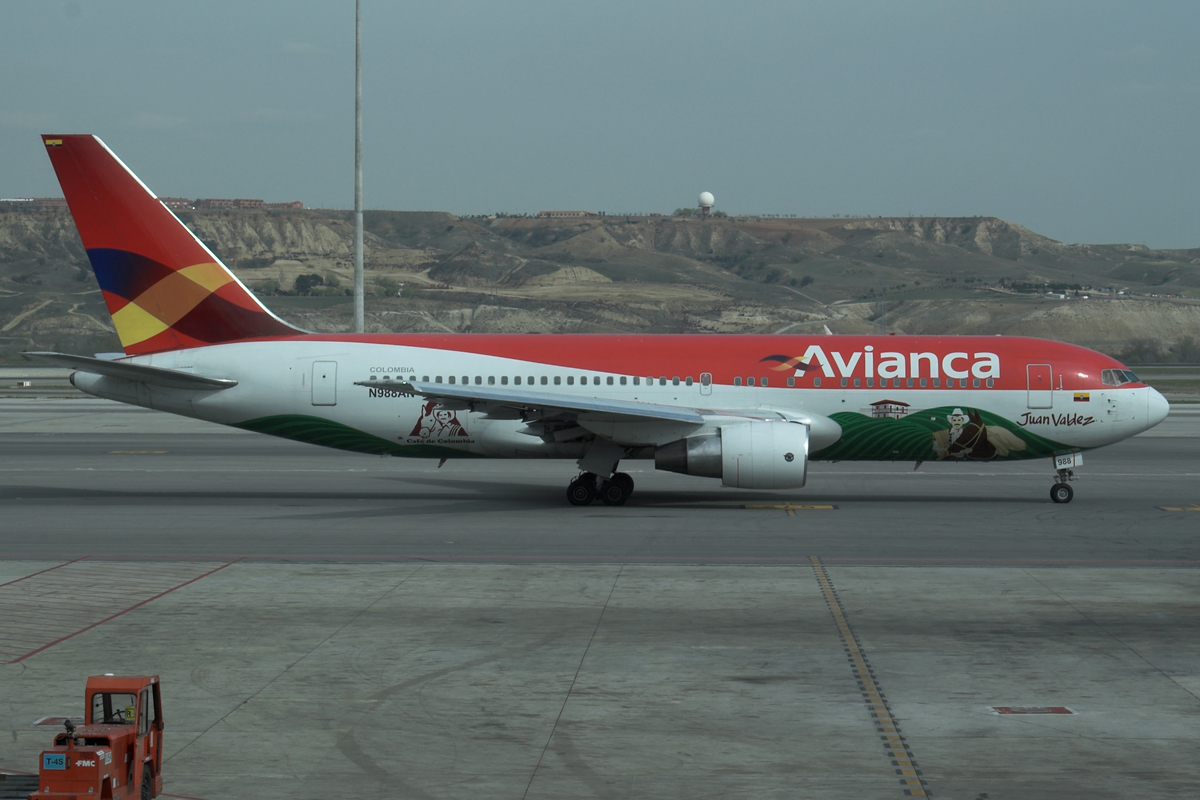
Boeing 767-300ER
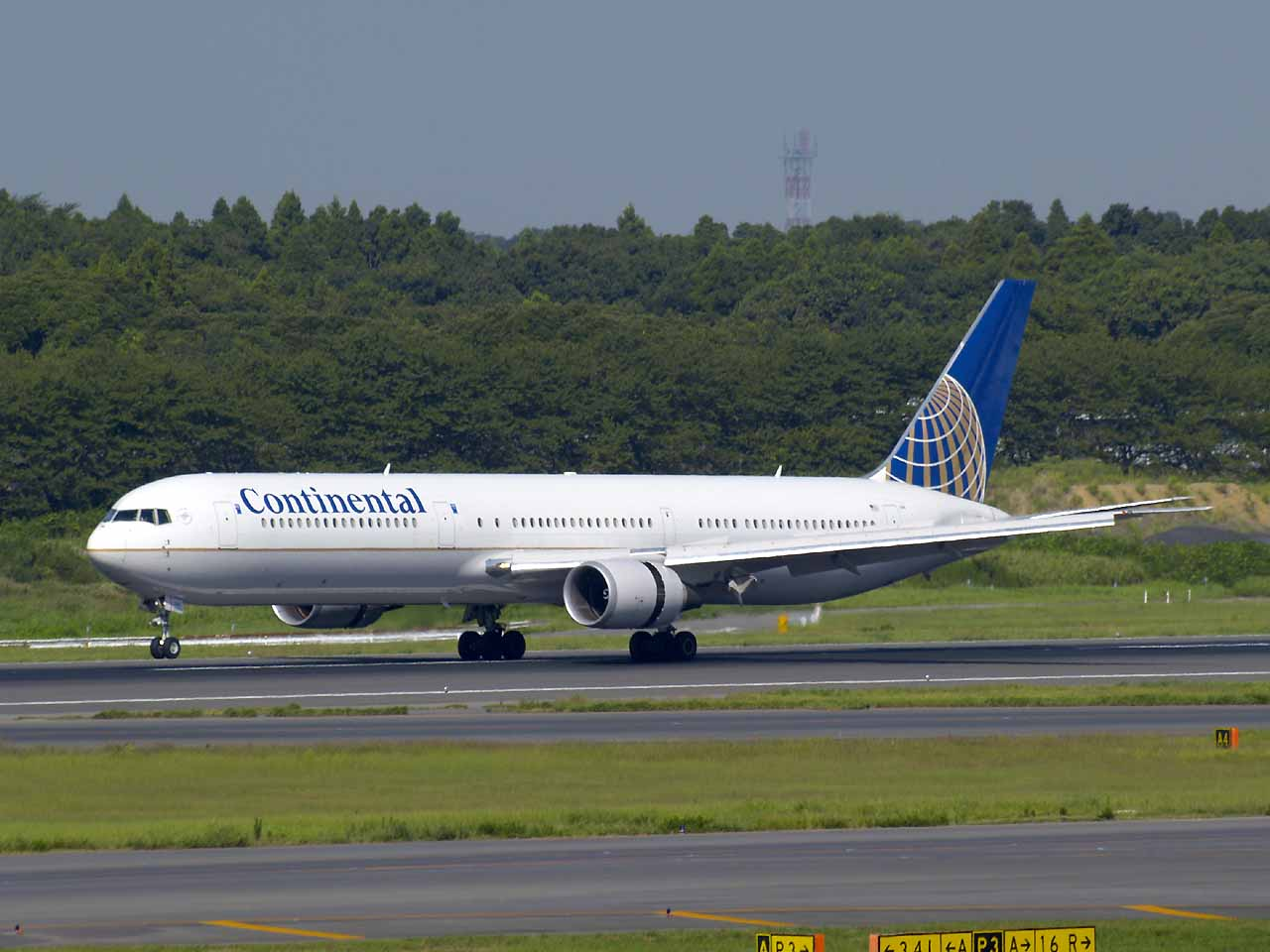
Boeing 767-400ER
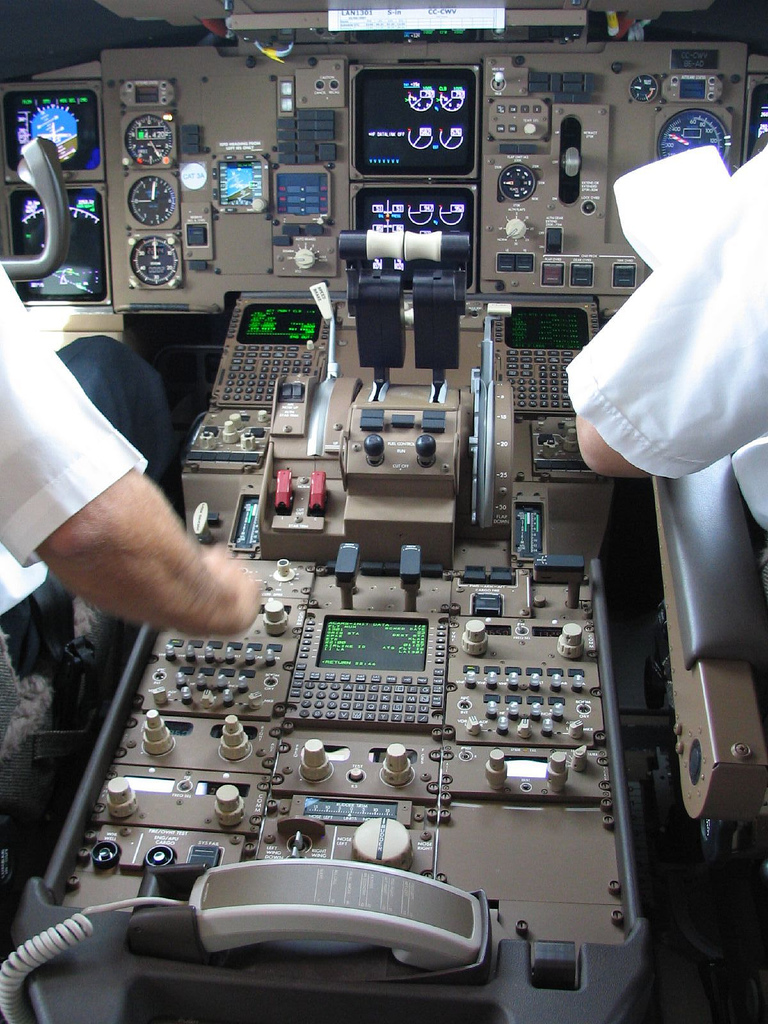
Boeing 767 pilótafülke

## Legfontosabb üzemeltetői

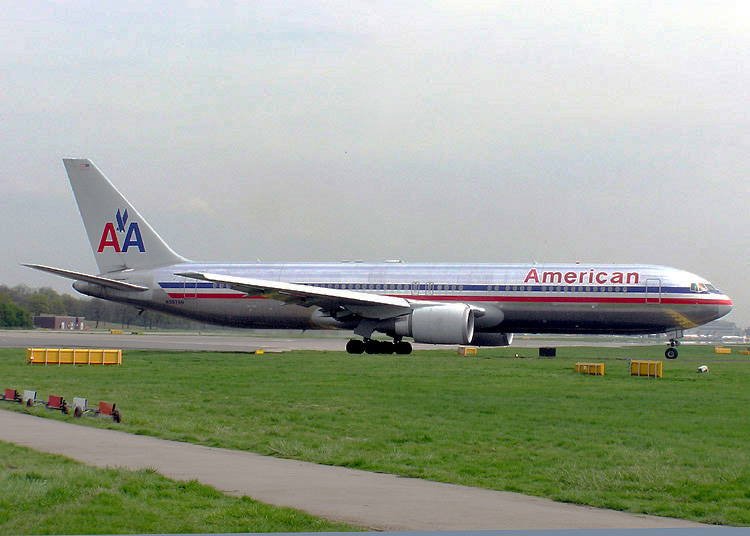
Az American Airlines Boeing 767-300ER típusú repülőgépe, amely 2011 tavaszától Ferihegyen is mindennapos vendég volt

- Air Canada (6 db)
- American Airlines (23 db)
- All Nippon Airways (52 db)
- Austrian Airlines (6 db)
- Condor Airlines (9 db)
- Delta Air Lines (99 db)
- Ethiopian Airlines (10 db)
- Japan Airlines (42 db)
- LAN Airlines (25 db)
- Qantas (29 db)
- United Airlines (35 db)